# Marilla Adams
Marilla Adams (1864 – 2 de novembro de 1966) foi uma artista canadense.

## Biografia
Adams nasceu em 1864 em Zorra, Ontário. Ela frequentou a Alma College, uma faculdade para mulheres em St. Thomas, Ontário. Lá, ela estudou com Frederic Marlett Bell-Smith, juntamente com Cornelia Saleno e Eva Brook Donly. Adams continuou seus estudos na Ontario School of Art, na School of Design de Nova York e na Art Association of Montreal.
Adams lecionou por um tempo no Simpson College em Indianola, Iowa, antes de viajar para a Europa. Por volta do início da Primeira Guerra Mundial, ela voltou ao Canadá. Ela se estabeleceu em Montreal, Quebec, onde ensinou tecelagem e escultura em madeira para soldados feridos. Em janeiro de 1926, ela revisou o trabalho das organizações de caridade na cidade e falou em nome daquelas que ela sentia que faziam mais para "aliviar as desvantagens dos desprivilegiados".
Ela morreu em Montreal em 2 de novembro de 1966.

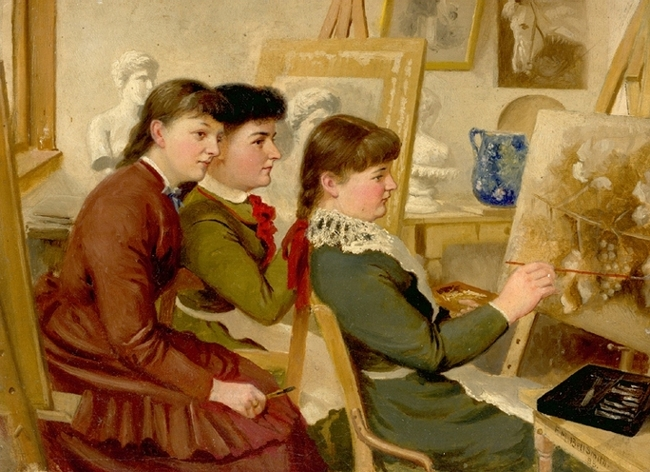
Adams (centro) em Três Artistas de Frederic Marlett Bell-Smith, c. 1883, que retrata três dos alunos de Bell-Smith no Alma College.